# Nicêncio (governador)
Nicêncio (em latim: Nicentius) foi um oficial romano do século IV, ativo durante o reinado do imperador Constâncio II (r. 337–361).

## Vida
O início de sua carreira é incerto, mas segundo o sofista Libânio ocupou muitos ofício antes de se mudar à Síria Palestina na década de 350. Entre 354 e 358, sob o prefeitura de Musociano (354–358) e Hermógenes (358–360), foi governador da Síria. Ao tomar ofício, foi introduzido a Libânio por Aristêneto. Ele foi juiz do copista acusado de interferir na publicação do panegírico de Libânio sobre Estratégio Musociano.
No final de 358, foi demitido por Hermógenes ao não conseguir provisionar o exército, um ato considerado injusto por Libânio. O autor louva sua administração, afirma que não usou seus ofícios para enriquecer e clama que fosse nomeados para outros ofícios. Em 360, quando visitou Antioquia, Nicêncio estava no Egito.